# Tonight (chanson d'Iggy Pop)
Pour les articles homonymes, voir Tonight.
Pistes de Lust for Life
The Passenger
(4) Success
(6)
Tonight est une chanson écrite et composée par David Bowie et Iggy Pop et enregistrée par ce dernier sur son album Lust for Life publié en septembre 1977.

## Versions de David Bowie et Tina Turner

### Version studio
Singles par David Bowie
Blue Jean
(1984) This Is Not America
(1985)
Singles par Tina Turner
Private Dancer
(1984) I Can't Stand the Rain
(1985)
En 1984, David Bowie reprend la chanson, arrangée dans un style reggae, l'interprétant en duo avec la chanteuse américaine Tina Turner. Elle figure sur l'album de Bowie également intitulé Tonight et sort en single en novembre 1984. Le nom de Tina Turner n'est cependant pas mentionné sur la pochette du single. 

### Musiciens
- David Bowie : chant
- Tina Turner : chant
- Carlos Alomar : guitare
- Carmine Rojas : basse
- Omar Hakim : batterie
- Guy St Onge : marimba

### Classements hebdomadaires
| Classement (1984-1985)         | Meilleure place |
| ------------------------------ | --------------- |
| Australie (Kent Music Report)  | 70              |
| Autriche (Ö3 Austria Top 40)   | 22              |
| Canada (RPM 100 Singles)       | 21              |
| États-Unis (Billboard Hot 100) | 53              |
| Irlande (IRMA)                 | 24              |
| Pays-Bas (Single Top 100)      | 45              |
| Royaume-Uni (UK Singles Chart) | 53              |
| Suisse (Schweizer Hitparade)   | 23              |

### Version live
Singles par Tina Turner
Addicted to Love (live)
(1988) A Change Is Gonna Come (live)
(1988)
Singles par David Bowie
Never Let Me Down
(1987) Fame'90
(1990)
Le 23 mars 1985, Tina Turner et David Bowie chantent Tonight ensemble lors d'un concert au National Exhibition Centre à Birmingham en Angleterre. L'enregistrement du duo est inclus dans l'album live de Tina Turner Tina Live in Europe qui sort en 1988 et fait l'objet d'un nouveau single qui se classe en tête des ventes aux Pays-Bas.

### Classements hebdomadaires
| Classement (1988-1989)                 | Meilleure place |
| -------------------------------------- | --------------- |
| Allemagne (GfK Entertainment)          | 39              |
| Belgique (Flandre Ultratop 50 Singles) | 3               |
| Nouvelle-Zélande (RMNZ)                | 21              |
| Pays-Bas (Nederlandse Top 40)          | 1               |
| Pays-Bas (Single Top 100)              | 1               |
| Suisse (Schweizer Hitparade)           | 17              |

### Certifications
| Pays            | Certification | Unités certifiées |
| --------------- | ------------- | ----------------- |
| Pays-Bas (NVPI) | Or            | 75 000            |